# Batalla de Verona
La batalla de Verona va tenir lloc el 6 de juny del 403. Fou un enfrontament entre pels visigots d'Alaric I, i una força de l'Imperi Romà d'Occident dirigida per Estilicó.
Després d'aixecar el setge de Mediolanum i de la derrota en la batalla de Pol·lència on Estilicó va permetre que els visigots tornessin a Il·líria, Alaric va decidir aturar la retirada fent que Estilicó el tornés a atacar-lo. Alaric va ser derrotat i es va retirar d'Itàlia.